# 林葆懌
林 葆懌（りん ほえき／りん ほうえき、繁体字: 林葆懌; 簡体字: 林葆怿; 拼音: Lín Bǎoyì; ウェード式: Lin Pao-i)は、中華民国の海軍軍人・政治家。護国戦争で反袁世凱の挙兵を行い、護法運動にも参加して護法軍政府7総裁の1人となった。字は悦卿。

## 事績
福建船政学堂を卒業し、後に海軍軍人としての教習のためイギリスへ赴いている。帰国後、北洋艦隊で管帯（船長）に就任し、1910年（宣統2年）、駐英造艦監督として艦船「肇和」の建造事務を担当した。中華民国成立後の1912年（民国元年）9月、北京政府海軍部参事に任ぜられる。同年12月、海軍少将銜を授与された。翌1913年（民国2年）7月、練習艦隊司令となり、その翌月には第1艦隊司令署理に任ぜられた。
1915年（民国4年）12月に袁世凱が皇帝に即位、護国戦争が勃発すると、林葆懌は翌1916年（民国5年）に反袁蜂起を宣言、護法の電報を発した。同じく挙兵した李鼎新と共に第1艦隊を率いて広州入りしている。袁死後に勃発した護法運動にも林は護法軍政府側として参加し、1917年（民国6年）9月に護法軍政府海軍総司令となった。なお林は、護法軍政府内では岑春煊・陸栄廷らの旧広西派（旧桂系）を支持し、孫文（孫中山）と対立している。
1918年（民国7年）5月、護法軍政府が孫文の単独指導から7総裁（主席総裁：岑春煊）による集団指導制へ改められる。この際に林葆懌は総裁の1人となり、更に海軍部部長兼海軍司令となった。同年11月には福建省督軍も兼ね、翌1919年（民国8年）1月には海軍上将銜を授与されている。しかし1920年（民国9年）10月、陳炯明率いる広東軍（粤軍）に旧広西派が敗北したため（粤桂戦争）、林も罷免された。1922年（民国11年）7月、北京政府から葆威将軍の位を授与されている。1930年（民国19年）、上海にて病没。享年68。

## 注
1. ↑  徐主編（2007）、825-826頁。
2. 1 2  徐主編（2007）、826頁。